# William Rehnquist
William Hubbs Rehnquist, född 1 oktober 1924 i Milwaukee, Wisconsin, död 3 september 2005 i Arlington, Virginia, var en amerikansk jurist och chefsdomare i USA:s högsta domstol från 1986 till 2005.

## Biografi
Rehnquist härstammade på fädernet från Sverige. Farföräldrarna kom till USA 1880. Farfadern Olof Andersson, som antog namnet Rehnquist, var värmlänning och farmodern Adolfina Ternberg kom från Nykvarn, Vreta klosters socken i Östergötland.
Han hade påbörjat en termin vid Kenyon College i Gambier, Ohio innan han tog värvning i USA:s arméflygvapen hösten 1942. Under andra världskriget tjänstgjorde Rehnquist som väderobservatör i Nordafrika 1943–1946. Efter kriget studerade han, som krigsveteran med stöd från G.I. Bill, statsvetenskap vid Stanford University varifrån han utexaminerades med både bachelor- och masterexamen 1948. Under 1952 tog han en juristexamen (engelska: Bachelor of Laws) från Stanford Law School och var där studenten med högst avgångsbetyg. Vid Stanford gick han i samma klass som framtida domarkollegan Sandra Day O'Connor.
1952-53 tjänstgjorde Rehnquist som notarie för Robert H. Jackson, domare i USA:s högsta domstol. Från 1953 till 1969 var Rehnquist verksam i den privata sektorn i Phoenix, Arizona där han träffade sin fru och bildade familj. Efter Richard Nixons seger i presidentvalet 1968 utnämndes Rehnquist i början av 1969 till enhetschef (Assistant Attorney General) för Office of Legal Counsel i USA:s justitiedepartement.
Rehnquist utnämndes till domare i högsta domstolen av president Richard Nixon 1972. År 1986 utsågs han till chefsdomare i denna domstol av president Ronald Reagan. Rehnquist räknades som en konservativ uttolkare av konstitutionen och andra lagar, och hamnar därför ofta nära republikanernas ideal.
Det är Högsta domstolens chefsdomare som förestavar presidenteden vid installationsceremonien i januari var fjärde år. Rehnquist förrättade presidenteden fem gånger: George H.W. Bush 1989, Bill Clinton 1993 samt 1997 och George W. Bush Jr 2001 samt 2005. Vid det sistnämnda tillfället, den 20 januari 2005, var Rehnquist redan cancersjuk men ville ändå fullfölja uppgiften. Han är den förste domaren i Högsta domstolen som avlidit på sin post sedan 1953. Han avled i sköldkörtelcancer. Rehnquists begravningsceremoni hölls i Cathedral of St. Matthew the Apostle i Washington D.C. den 7 september 2005. Gravsättningen skedde sedan på Arlingtonkyrkogården.
Den 29 september 2005 övertog John Roberts posten som chefsdomare för högsta domstolen.